# Brian Patrick McGuire
Brian Patrick McGuire (* 2. November 1946 in Honolulu, Hawaii) ist ein US-amerikanisch-dänischer emeritierter Professor für Geschichte, Dozent und Autor.

## Leben
Er ist der Sohn des Sportjournalisten und Werbeleiter der San Francisco 49ers, Dan Francis McGuire (1917–1983) und High-School-Lehrerin Phyllis Evelyn Goemmer (1916–2009), das vierte von neun Kindern. Er heiratete am 3. Januar 1970 Ann Kirstin Pedersen (* 1947) und adoptierte 1980 Christian Sung Dan Pedersen aus Korea.
McGuire erhielt 1968 einen B.A. in Geschichte und Latein von der University of California at Berkeley, mit dem höchsten Notendurchschnitt in seiner Abschlussklasse. Er wurde Fulbright Scholar am Balliol College der Universität Oxford, wo er von Richard Southern beaufsichtigt wurde und 1971 erhielt er ein D.Phil. in der Geschichte. Im Jahr 1970 war er Tutor in The great books of Western civilisation am St. John’s College (Annapolis/Santa Fe).
McGuire emigrierte 1971 nach Dänemark und arbeitete für eine Elektronikfirma. Er wechselte an das Institut für Geschichte der Universität Kopenhagen, wo er in den Jahren 1972–74 die Funktion eines Postdoktoranden hatte.
Schließlich wurde McGuire 1976 dänischer Staatsbürger. Von 1975 bis 1996 war er Dozent am Institut für Griechisch und Latein der Universität Kopenhagen. 1996 zog McGuire als Professor für mittelalterliche Geschichte an die Universität Roskilde. Er ist seit 2012 Professor emeritus in der Geschichte.
McGuire wurde 2011 zum korrespondierenden Fellow der Medieval Academy of America gewählt. Zusammen mit seiner Frau Ann Pedersen gründete er 1985 die Jyderup flygtningevenner und war von 1986 bis 1995 Sprecher des Nationalverbandes der dänischen Flüchtlingsfreunde. 1987 erhielt er den PH-Preis (in Gedenken an den Architekten und Kulturkritiker Poul Henningsen) und im Jahr 1993 den jährlichen Preis der Vereinigung für Rechtspolitik („Retsolitisk Forening“).
Seine wissenschaftlichen Schwerpunkte sind Geschichte der Zisterzienser in Dänemark, Alltag, Freundschaft und Spiritualität der Zisterzienser, dänische und europäische Identitäten im Mittelalter und Geschichte des Gebets.

## Schriften (Auswahl)
- Conflict and continuity at Øm Abbey. A Cistercian experience in medieval Denmark (= Opuscula Graecolatina. Band 8). Museum Tusculanum, Kopenhagen 1976, OCLC 732129390.
- The Cistercians in Denmark. Their attitudes, roles, and functions in medieval society (= Cistercian studies series. Band 35). Cistercian Publications, Kalamazoo 1982, ISBN 0-87907-835-9.
- als Herausgeber: Mennesker i Danmarks og Europas middelalder. Reitzel, Kopenhagen 1986, ISBN 87-7421-492-6.
- als Herausgeber: War and peace in the Middle Ages. Reitzel, Kopenhagen 1987, ISBN 87-7421-549-3.
- Friendship & community. The monastic experience 350 – 1250 (= Cistercian studies series. Band 95). Cistercian Publications, Kalamazoo 1988, ISBN 0-87907-895-2.
  - Friendship & community. The monastic experience 350 – 1250. Cornell University Press, Ithaca u. a. 2010, ISBN 978-0-8014-7672-3.
- als Herausgeber: Autoritet i middelalderen. Reitzel, Kopenhagen 1991, ISBN 87-7421-700-3.
- The difficult saint. Bernard of Clairvaux and his tradition (= Cistercian studies series. Band 126). Cistercian Publications, Kalamazoo 1991, ISBN 0-87907-626-7.
- Holy women and monks in the thirteenth century (= Peregrina papers series. Band 4). Peregrina Publishing Company, Toronto 1992, ISBN 0920669204.
  - Holy women and monks in the thirteenth century (= Peregrina papers series. Band 4). 3. Auflage, Peregrina Publishing Company, Toronto 1999, ISBN 0920669204.
- A Guide to medieval Denmark. Guide til middelalderens Danmark. Reitzel, Kopenhagen 1994, ISBN 87-7421-869-7.
- Brother and lover. Aelred of Rievaulx. Crossroad, New York 1994, ISBN 0-8245-1402-5.
- als Herausgeber: The birth of identities. Denmark and Europe in the Middle Ages. Contains revised contributions to the Conference “The Birth of Europe: Danish and European Identity in the Middle Ages”, held at Copenhagen University in August 1995. Reitzel, Kopenhagen 1996, ISBN 87-7876-012-7.
- als Übersetzer: Jean Gerson. Early works (= Classics of Western Spirituality. Band 92). Paulist Press, New York 1998, ISBN 0-8091-0498-9.
- mit Kim Esmark: 1000 – 1300 (= Tusen år i Europa. Band 1). Historiska Media, Lund 2000, ISBN 91-88930-58-0.
- Friendship and faith. Cistercian men, women, and their stories 1100–1250 (= Variorum collected studies series. Band 742). Ashgate, Aldershot 2002, ISBN 0-86078-892-X.
- Jean Gerson and the last Medieval Reformation. Pennsylvania State University Press, University Park 2005, ISBN 0-271-02705-3.
- Den levende middelalder. Fortællinger om dansk og europæisk identitet. Gyldendal, Kopenhagen 2005, ISBN 87-02-03278-3.
- als Herausgeber: A companion to Jean Gerson (= Brill’s companions to the Christian tradition. Band 3). Brill, Leiden u. a. 2006, ISBN 90-04-15009-9.
- Da himmelen kom nærmere. Fortællinger om Danmarks kristning 700 – 1300. Alfa, Frederiksberg 2008, ISBN 978-87-91191-47-3.
  - Da himmelen kom nærmere. Fortællinger om Danmarks kristning 700 – 1300. 2. Auflage, Alfa, Frederiksberg 2009, ISBN 978-87-91191-47-3.
- Den første europæer. Bernard af Clairvaux. Alfa, Frederiksberg 2009, ISBN 8791191599.
- als Herausgeber: A companion to Bernard of Clairvaux (= Brill’s companions to the Christian tradition. Band 25). Brill, Leiden u. a. 2011, ISBN 978-90-04-20139-2.
- mit Henrik Christiansen: Hjælp mig, Herre. Bøn gennem 100 år. Alfa, Frederiksberg 2011, ISBN 8771150137.
- Spejl & kilde Den nye spiritualitet. Alfa, Frederiksberg 2012, ISBN 978-87-7115-037-7.
- Glemte danskere. Helgener i Danmarks skabelse. Jensen & Dalgaard, Nyborg 2022, ISBN 978-87-7151-189-5.